# Фиелревен
Фиелревен (произн. [ˈfjɛlːˈrɛːvɛn], фьѐлрѐвен, на шведски Fjällräven, в превод „полярна лисица“) е шведска компания, специализирана в оборудване за открито – най-вече висок клас дрехи и раници. Основана е през 1960 г. от Оке Нордин (1936 – 2013). Компанията става публична през 1983 г. на борсата в Стокхолм.

## Продукти
„Фиелревен“ означава „полярна лисица“ на шведски и техните продукти могат да бъдат идентифицирани по логото им, наподобяващо полярна лисица, което често се намира на левия ръкав на техните връхни дрехи. Самата значка или следва очертанията на логото на лисицата, или е във формата на щит. Повечето продукти на Фиелревен също така притежават и малък шведски флаг, обикновено разположен върху шева.
Оригиналният продукт на Фиелревен е бил първата раница с външна рамка с търговска цел. Използвана е алуминиева рамка.

### Фиелревен Конкен
Раницата Фиелревен Конкен (Fjällräven Kånken) е най-продаваният продукт на Фиелревен. Първоначално той е разработен като отговор към увеличаващия се брой оплаквания, че шведските ученици развиват проблеми с гърба от своите чанти.  Леката и правоъгълна, но просторна раница, която е пусната от Fjällräven през 1978 г. е опитът на компанията да реши този проблем. Разнообразните версии на раницата Конкен и до днес са най-известните продукти на компанията.